# Народжений четвертого липня
Народжений четвертого липня (англ. Born on the Fourth of July) — американська драма 1989 року режисера Олівера Стоуна.

## Сюжет
Рон Ковік жив зі своєю родиною в маленькому містечку, ходив на паради, присвячені дню незалежності його країни й пишався ветеранами Другої світової війни. Після школи він записався добровольцем в морську піхоту і вирушив на війну до В'єтнаму. Рон вірив, що йде на війну заради своєї країни. Там він стикається зі справжньою війною, трагедією і жахом: випадково вбиває свого товариша по службі, і в результаті поранень назавжди втрачає здатність ходити. Після всіх випробувань і пошуків себе Рон Ковік стає затятим антивоєнним активістом, який не збирається миритися з тим, що на чергові війни знову вирушає обдурена молодь.

## У ролях
| Актор             | Роль                |
| ----------------- | ------------------- |
| Том Круз          | Рон Ковік           |
| Віллем Дефо       | Чарлі               |
| Кіра Седжвік      | Донна, подруга Рона |
| Реймонд Дж. Беррі | містер Ковік        |
| Джеррі Лівайн     | Стів Бойєр          |
| Френк Вейл        | Тіммі               |
| Джон Гетц         | майор               |
| Боб Ґантон        | доктор              |
| Марк Мозес        | доктор              |
| Керолайн Кева     | місис Ковік         |
| Джош Еванс        | Томмі Ковік         |
| Джемі Талісман    | Джиммі Ковік        |
| Енн Боббі         | Сюзанна Ковік       |
| Саманта Ларкін    | Патті Ковік         |
| Том Беренджер     | сержант Гейс        |
| Річард Пейнбьянко | Джої Волш           |

| Актор            | Роль                       |
| ---------------- | -------------------------- |
| Роб Каміллетті   | Томмі Фіннеллі             |
| Стівен Болдвін   | Біллі Ворсовіч             |
| Майкл МакТіг     | Денні Фантоцці             |
| Річард Гаус      | сержант Боверс             |
| Кевін Гарві Морс | Джекі Ковік                |
| Карен Ньюман     | повія                      |
| Том Сайзмор      | ветеран                    |
| Майкл Вінкотт    | ветеран                    |
| Майк Старр       | людина у барі              |
| Ед Лотер         | командир легіону           |
| Деніел Болдвін   | ветеран                    |
| Джон Макгінлі    | штовхач інвалідного крісла |
| Дейл Дай         | полковник                  |
| Олівер Стоун     | репортер                   |
| Вільям Болдвін   | солдат                     |
| Джеймс ЛеГрос    | солдат                     |

## Цікаві факти
- В кінці 1970-х екранізувати книгу Рона Ковіка повинен був Вільям Фрідкін з Аль Пачіно в головній ролі, однак проєкт залишився нездійсненим через фінансові труднощі.
- У картині зіграли одинадцять акторів, що брали участь у зніманні попередньої стрічки Олівера Стоуна «Взвод», серед них Том Беренджер і Віллем Дефо. Від продовження співпраці зі Стоуном відмовився лише Чарлі Шин, хоча йому запропонували головну роль Рона Ковіка.
- На початку фільму можна побачити два камео: Рон Ковік з'являється в сцені параду в ролі ветерана Другої світової війни, режисер Олівер Стоун — в ролі репортера, що бере інтерв'ю у чиновника міністерства оборони. Також в картині є камео відомого американського громадського діяча Еббі Гоффмана, він зіграв антивоєнного активіста.
- У сцені антивоєнної демонстрації виступаючий ветеран В'єтнамської війни каже, що нагороди, які він отримав — Бронзова зірка й орден Пурпурове серце — нічого не значать. Саме цими відзнаками був відзначений у В'єтнамі режисер фільму Олівер Стоун.
- У картині фігурують дві книги, які читає Рон Ковік, — «На західному фронті без змін» Еріха Марія Ремарка і «Джонні взяв рушницю» Далтона Трамбо. Обидва романи присвячені подіям Першої світової війни.
- Рон Ковік справді має Бронзову зірку і Пурпурове серце, як і Олівер Стоун.
- Рон Ковік був так вражений грою Тома Круза, що подарував йому свою Бронзову зірку.